# Volo FedEx Express 910
Il 28 ottobre 2016, il volo FedEx Express 910, un McDonnell Douglas MD-10F in volo dall'aeroporto Internazionale di Memphis all'aeroporto Internazionale di Fort Lauderdale-Hollywood, scivolò lungo pista dell'aeroporto di destinazione dopo il collasso del carrello di atterraggio, che provocò un incendio che distrusse completamente il motore e l'ala sinistra. I due membri dell'equipaggio, le uniche persone a bordo, riuscirono a uscirne incolumi.

## L'aereo
Il velivolo coinvolto nell'incidente era un McDonnell Douglas MD-10-10F, costruito nel 1972 in versione passeggeri e successivamente convertito in versione per il trasporto merci. La conversione da DC-10 a MD-10 consiste in un completo rifacimento del cockpit, che passa da 2 piloti e un ingegnere di volo a 2 soli piloti. Era stato consegnato a FedEx nell'agosto 1997 e convertito nel 2003. L'aeromobile era spinto da tre motori General Electric CF6-6D ed aveva quasi 45 anni al momento dell'incidente.

## L'equipaggio
Il comandante 55 anni, era stato assunto come ingegnere di volo da FedEx Express nel 2000; aveva prestato servizio per la United States Air Force dal 1982 al 2000 nella Guerra del Golfo, della Bosnia e del Kosovo. Alla compagnia aveva lavorato in precedenza come ingegnere di volo nel Boeing 727, poi come primo ufficiale e infine come comandante, per poi cambiare tipo di aereo e volare sull'MD-11. Aveva un totale di circa 10 000 ore di esperienza di volo, delle quali circa 1 500 nell'MD-11. Il primo ufficiale, 47 anni, era stato assunto come istruttore di volo nel 2004; anch'egli aveva in precedenza prestato servizio presso la United States Air Force dal 1990 al 2004, durante la Guerra del Golfo, della Bosnia e del Kosovo. Nel 2007 era diventato ingegnere di volo nel Boeing 727 e poi primo ufficiale su MD-11 nel 2012. Al momento dell'incidente aveva tra le 6 000 e le 6 300 ore di esperienza di volo, delle quali circa 400-500 su MD-11.

## L'incidente
Il volo FedEx 910 atterrò sulla pista 10L di Fort Lauderdale alle 17:50 ora locale (21:50 GMT). La torre riferì che il motore sotto l'ala sinistra sembrava essere in fiamme. L'aeromobile si fermò appena fuori dal lato sinistro dalla pista con il carrello principale sinistro collassato e l'ala sinistra in fiamme. L'aeroporto chiuse tutte le piste mentre i servizi di emergenza risposero per spegnere l'incendio. I due membri dell'equipaggio non riportarono ferite, ma l'aereo subì danni sostanziali. Il National Transportation Safety Board (NTSB) inviò cinque investigatori sul luogo dell'incidente e aprì un'indagine.
Il 31 ottobre, l'NTSB riferì che il carrello principale sinistro era collassato dopo l'atterraggio, durante il rullaggio. Il motore e l'ala sinistra avevano raschiato la pista, di conseguenza l'aereo aveva virato a sinistra e si era fermato parzialmente fuori dalla pista. Entrambi i membri dell'equipaggio erano fuggiti attraverso il finestrino destro della cabina di pilotaggio usando una fune di fuga. Non vennero segnalati infortuni. I registratori di dati di cabina e dati di volo furono recuperati intatti e portati al laboratorio dell'NTSB di Washington per le analisi. A seguito di un esame della pista e della sua pulizia, l'NTSB concesse la riapertura all'aeroporto di Fort Lauderdale.

## Le indagini
Il 23 agosto 2018 l'NTSB pubblicò il final report. Nella sezione delle cause, viene riportato:
(NTSB, Final report FedEx Express 910)